# Amos Tversky
Amos Tversky (Haifa, 16 marzo 1937 – Stanford, 2 giugno 1996) è stato uno psicologo israeliano.

## Biografia
Pioniere della psicologia cognitiva ovvero della scienza cognitiva, collaborò per anni assieme al collega e amico premio Nobel Daniel Kahneman, nella ricerca di euristiche, e nello studio degli errori sistematici umani (cognitive bias), oltre allo studio di decisioni in condizioni di rischio. Nel 1965 conseguì il PhD alla Università del Michigan insegnando poi alla Università Ebraica di Gerusalemme, per trasferirsi infine alla Stanford University. Tversky sviluppò assieme a Kahneman la Prospect Theory, per spiegare l'irrazionalità del giudizio umano in decisioni economiche. Pubblicò in diverse occasioni assieme a Thomas Gilovich e Paul Slovic. Il suo articolo con Kahneman sulla teoria delle aspettative, pubblicato nel 1979 su Econometrica, è tra i più citati tra quelli della rivista.

## Pubblicazioni
- Kahneman, D. e Tversky, A. (1979) Prospect Theory: An Analysis of Decision Under Risk, Econometrica, 47(2), 263-291.
- Kahneman, D. e Tversky, A. (1981) Judgment under Uncertainty. Heuristics and Biases, Science